# Marina Foïs
Marina Sylvie Foïs (Boulogne-Billancourt, Hauts-de-Seine, 21 de janeiro de 1970) é uma atriz francesa.
Foi revelada nos anos 90 como membro do grupo Les Robins des Bois, que se apresentava no teatro e nos canais Comédie! e Canal+.
Durante os anos 2000, ela se destacou no cinema no gênero cômico com: Trapalhadas na Torre (2001), Astérix e Obélix: Missão Cleópatra (2002), A Pousada (2003), RRRrrrr!!!, Un petit jeu sans conséquence e Me Diz Se Sou Bonita? (2004) (onde ela é a atriz principal) e Un ticket pour l'espace (2006). Em 2002, ela se aventurou no drama com Jovens Perdidas, Cabelos Sujos. Sua atuação lhe rendeu uma indicação ao César de Melhor Atriz Revelação.
Mas é em 2007 que ela realiza uma notável mudança para o drama com Darling, de Christine Carrière, no qual ela desempenha o papel principal. No ano seguinte, ela contracena com Sandrine Bonnaire em Um Coração Simples.
Assim, ela consegue se estabelecer como uma atriz de destaque: estando no elenco de filmes corais como O Baile das Atrizes, Mudança de Planos e Os Olhos de Sua Mãe (2009). E então, seguindo com papéis secundários em dramas: Não, Minha Filha, Você não irá Dançar (2009), 22 Balas (2010), O Homem que Queria Viver a sua Vida (2010).
Ela então ascende a papéis principais: Para Poucos (2010), Cão que Ladra Não Morde (2013), Tiens-toi droite (2014), Relacionamento á Francesa (2015) e Orage (2015).
Suas performances dramáticas foram reconhecidas com quatro indicações ao César de melhor atriz: por Darling (2008), Polisse (2011), Irrepreensível (2017) e A Trama (2018).

## Biografia

### Juventude e formação
Marina Foïs nasceu em 21 de janeiro de 1970 em Boulogne-Billancourt, Hauts-de-Seine, em uma família de ativistas do Maio de 68, de origens russa, judia-egípcia, alemã e italiana (sarda). Marina Foïs é filha de uma psicóloga e de um pesquisador em física nuclear, residentes em Orsay, Essonne. Ela possui dupla nacionalidade, francesa e italiana.
Sua família é composta por quatro filhos; ela se torna a mais velha em 1999, quando seu irmão, Fabio (1967-1999), formado pela Escola Politécnica e, morre em um acidente de avião a caminho de uma demonstração de acrobacias aéreas na qual deveria participar; ela também é irmã de Giulia Foïs (nascida em 1978), jornalista e comentarista, e de Elena Foïs (nascida em 1980), médica.
Ela começou a fazer cursos de artes cênicas aos sete anos de idade porque decidiu ser atriz dois anos antes. 
Aos oito anos, Marina é vítima de abuso sexual por parte de uma de suas babás e isso atrapalhará sua relação com a feminilidade, ainda na idade adulta.  A psicanálise a ajudaria a combater sua dismorfobia, que a levou a seguir muitas dietas.
Ela faz cursos de teatro, especialmente os da escola Florent, e descobre uma paixão pela atuação em 1986, após atuar na peça "A Escola das Mulheres" de Molière, dirigida por seu ex-babá, Jean-Marc Brisset. Em seguida, ela começa a fazer cursos por correspondência e obtém seu diploma de ensino médio dois anos depois.

### Les Robins des Bois e Canal+ (1996-2001)
Em 1996, Marina Foïs ingressou no grupo The Royal Imperial Green Rabbit Company, que mais tarde se tornou conhecido como Les Robins des Bois. Esse grupo era composto por estudantes do Cours Florent, da turma de Isabelle Nanty, que inclusive atuava com eles na peça "Robin des Bois, d'à peu près Alexandre Dumas".
Foi essa peça que chamou a atenção de Dominique Farrugia para o grupo, incluindo Marina Foïs, em 1996. Assim, o grupo recebeu a oportunidade de se apresentar diariamente ao vivo no canal Comédie!, em "La Grosse Émission", por dois anos. Durante esse período, Marina Foïs coescreveu muitas esquetes com Pierre-François Martin-Laval e interpretou uma variedade de personagens, desde Sophie Pétoncule, de uma estupidez impressionante, até a diretora Marie-Mûre, pedante e autoritária. Eles continuaram suas aparições no Canal+ no ano seguinte.
Em março de 2001, a atriz se destacou no cinema como protagonista feminina do filme "La Tour Montparnasse Infernale", uma comédia estrelada por outras duas revelações cômicas do Canal+, Éric e Ramzy.
A partir de junho de 2001, Marina e o grupo se desvincularam de seus compromissos diários para se dedicarem cada vez mais ao cinema. Entre eles, ela se tornou uma das atrizes mais ativas, atuando em quase três filmes por ano.

### Progressão cinematográfica na comédia (2002–2006)
Em 2002, Marina Foïs fez parte do elenco da comédia "Astérix e Obélix: Missão Cleópatra", dirigida por Alain Chabat. Ela também desempenhou outros pequenos papéis na comédia de aventura "Le Raid", de Djamel Bensalah, e em "Jojo la frite", de Nicolas Cuche. Além disso, foi uma das três atrizes principais da comédia dramática "Jovens Perdidas, Cabelos Sujos", de Claude Duty, atuando ao lado de Amira Casar e Olivia Bonamy.
Em 2003, ela fez apenas uma aparição na comédia excêntrica "Mais qui a tué Pamela Rose?", de Éric Lartigau, mas assumiu o papel principal feminino na comédia "Bienvenue au gîte", também de Claude Duty.
Em 2004, ela se reuniu com os outros membros do grupo Les Robin des Bois para seu primeiro projeto cinematográfico, "RRRrrrr!!!", sob a direção de Alain Chabat. No mesmo ano, ela desempenhou um papel secundário na comédia esportiva "Casablanca Driver", de Maurice Barthélemy, e o papel principal na comédia romântica "Me Diz Se Sou Bonita?", de Bernard Jeanjean, contracenando com Julien Boisselier. Ela continuou no gênero romântico com "Un petit jeu sans conséquence", de Bernard Rapp. Por fim, fez parte do elenco da comédia excêntrica "À boire", de Marion Vernoux.
Em 2006, Marina Foïs esteve no elenco da comédia de Éric Lartigau, "Un ticket pour l'espace", e da comédia romântica "Essaye-moi", dirigida por seu ex-colega de Les Robin des Bois, Pierre-François Martin-Laval.

### Passagem para o drama
Em 2007, Marina Foïs protagonizou o drama "Darling", dirigido por Christine Carrière. Essa sua primeira atuação em um registro dramático rendeu à atriz uma indicação ao César de Melhor Atriz. Por outro lado, a comédia "Prazer em Cantar", de Ilan Duran Cohen, passou despercebida. 
Assim, ela persistiu no drama atuando ao lado de Sandrine Bonnaire em "Um Coração Simples", dirigido por Marion Laine em 2008. No mesmo ano, ela se reuniu com Alain Chabat, mas como ator, para a comédia excêntrica "Dois em Um", dirigida por Nicolas e Bruno, dois ex-colaboradores do Canal+.
Em 2009, ela fez parte do elenco principal das comédias "O Baile das Atrizes", de Maïwenn, e "Mudança de Planos", de Danièle Thompson. Ela também ganhou um papel em um filme de Christophe Honoré, "Não, Minha Filha, Você não irá Dançar".
Em 2010, ela atuou no thriller "22 Balas", de Richard Berry, com um roteiro adaptado por Alexandre de la Patellière e Matthieu Delaporte. Também fez parte do elenco da comédia adulta "Para Poucos", de Antony Cordier, e novamente trabalhou com Éric Lartigau no filme dramático "O Homem que Queria Viver a sua Vida", contracenando com Romain Duris.
Em 2011, ela participou do filme "Os Olhos de Sua Mãe", de Thierry Klifa, bem como do drama social "Polisse", de Maïwenn. Esta última atuação lhe valeu uma segunda indicação ao César de Melhor Atriz.

### Presente (2012 - atualmente)
Em 2012, Marina Foïs se encontra com Mathilde Seigner e Josiane Balasko na comédia "Maman", dirigida por Alexandra Leclère. Depois, em 2013, ela interpretou o papel de uma mãe ideal na comédia familiar "Cão que Ladra Não Morde", de Alexandre Charlot e Franck Magnier. No mesmo ano, ela participou da sátira "O Acessório Final", de Valérie Lemercier.
Após os fracassos críticos dessas comédias populares, ela se concentrou em projetos mais discretos em 2014: um papel secundário na comédia dramática "Um Amor em Paris", de Marc Fitoussi; seguido de papéis principais no drama esportivo "Bodybuilder", de Roschdy Zem, e na comédia "Tiens-toi droite", de Katia Lewkowicz, ao lado de Noémie Lvovsky e Laura Smet.
Em 2015, ela voltou para o grande público com a comédia "Relacionamento á Francesa", de Martin Bourboulon. Com um roteiro de Alexandre de la Patellière e Matthieu Delaporte, ela atuou ao lado de Laurent Lafitte. No mesmo ano, ela co-estrelou o drama intimista "Orage" com Sami Bouajila.
No início de 2016, ela recusou participar da sequência de "Cão que Ladra Não Morde" mas voltou para outros dois filmes: em fevereiro, ela estrelou a sequência de Trapalhadas na Torre (2001), "La Tour de contrôle infernale", de Éric Judor e, em dezembro, retornou em "Relacionamento á Francesa 2", novamente sob a direção de Martin Bourboulon.
Paralelamente, ela também atuou no drama "Pericle", de Stefano Mordini, assim como em outro filme dramático na mesma linha de "Darling", "Irrepreensível". Sua atuação lhe rendeu a terceira indicação ao César de Melhor Atriz.
Em 2017, ela foi a principal estrela do drama "A Trama", de Laurent Cantet, e atuou sob a direção do ator Gilles Lellouche em seu primeiro filme, "Um Banho de Vida".
Ela é membro do coletivo 50/50 que visa promover a igualdade entre mulheres e homens e a diversidade no cinema e no audiovisual.
Ela foi escolhida para apresentar a 46ª cerimônia do César em 2021. Com apenas 1,6 milhão de espectadores, essa cerimônia registrou uma das piores audiências desde a primeira transmissão do César do cinema. Em meio à crise sanitária do Covid, a performance de Marina Foïs e o tom da cerimônia (marcada, em particular, pela intervenção de Corinne Masiero), crítico em relação às restrições que afetam o mundo da cultura, foram fortemente criticados. Em setembro de 2021, Laurent Lafitte, co-autor com Blanche Gardin e Marina Foïs da cerimônia, reconheceu: "Poderíamos ter feito uma noite mais consensual, mais alegre. E talvez tenhamos nos deixado levar demais pelo humor do ano que acabamos de viver. Deveríamos ter resistido mais, permanecido no entretenimento".
Em 2022, ela interpretou o papel de uma candidata ecofeminista à eleição presidencial (Corinne Douanier) em uma série para a Netflix.
No ano seguinte, ela assumiu um papel desafiador, a personagem conhecida do mundo dos negócios e ainda em atividade, Anne Lauvergeon, que liderou de 2001 a 2010 mundialmente a empresa de energia nuclear Areva, em "A Sindicalista", um thriller franco-alemão dirigido por Jean-Paul Salomé, que narra o estupro com atos de barbárie sofrido em sua residência em Auffargis em dezembro de 2012 por Maureen Kearney, executiva e sindicalista da CFDT da Areva, que denunciou as manobras político-econômicas do caso Maureen Kearney.

### Vida privada
Após ter sido companheira por nove anos de Maurice Barthélemy, seu colega do grupo Les Robins des Bois, ela teve um relacionamento com o ator Maxime Lefrançois, eleito Mister Universo 2010. Ela se tornou companheira do diretor Éric Lartigau em 1999. Em 3 de dezembro de 2004, ela deu à luz um menino, Lazare. Este aparece no filme "A Noiva Perfeita" (2006), no papel de Sandro. Ele também faz uma aparição em "Les Infidèles". O casal teve um segundo menino, Georges, nascido em 25 de setembro de 2008. Marina vive com seus filhos em um ateliê no 9º arrondissement de Paris e seu companheiro na periferia. Em março de 2021, eles se separaram.
Além disso, Marina Foïs participa de eventos em benefício de obras de caridade, incluindo a associação Agir pelas Crianças do Mundo (AEM), que trabalha para apoiar famílias e crianças sofrendo de pobreza pelo mundo. Em 2013, ela aparece em um anúncio da Agência de Biomedicina para encorajar a doação de órgãos.
Em 2022, ela declara ter votado em Jean-Luc Mélenchon no primeiro turno da eleição presidencial, e em Emmanuel Macron no segundo.
Em 29 de fevereiro de 2024, durante uma entrevista, ela expressa seu apoio a Judith Godrèche, após esta ter denunciado as numerosas agressões sexuais que assolam o meio cinematográfico.

## Prêmios

### Ganhos
- Globes de Cristal 2012: Prêmio de Melhor Atriz por Polisse (compartilhado com Karin Viard)
- Molières 2019: Molière de Melhor Atriz em um Espetáculo de Teatro Público por "Les Idoles"

### Nomeações
- César 2003: César de Melhor Atriz Revelação por "Filles perdues, cheveux gras"

- Lumières 2008: Prêmio Lumières de Melhor Atriz por "Darling"
- César 2008: César de Melhor Atriz por "Darling"
- Lumières 2012: Prêmio Lumières de Melhor Atriz por "Polisse"
- César 2012: César de Melhor Atriz por "Polisse"
- César 2017: César de Melhor Atriz por "Irréprochable"
- César 2018: César de Melhor Atriz por "L'Atelier"
- Feroz 2023: Prêmio Feroz de Melhor Atriz por "As bestas"
- Goya 2023: Goya de Melhor Atriz por "As bestas"